# Vérénice Rudolph
Pour les articles homonymes, voir Rudolph.
Vérénice Rudolph, née le 17 août 1951 à Munich (Allemagne de l'Ouest) sous le nom de Verena Rudolph, est une actrice et réalisatrice allemande.

## Filmographie

### Comme scénariste et réalisatrice
- 1987 : Francesca

### Comme actrice
- 1973 : Sittengemälde
- 1975 : Hahnenkampf
- 1976 : Ferdinand le radical : Gertie Kahlmann
- 1977 : Endstation Paradies
- 1978 : ...von Herzen mit Schmerzen
- 1978 : Der harte Handel
- 1978 : Elfriede
- 1979 : Fallstudien
- 1979 : Jahreszeiten der Liebe
- 1979 : Tatort
- 1981 : Die Baronin - Fontane machte sie unsterlich
- 1981 : Les Années de plomb : Sabine
- 1981 : St. Pauli-Landungsbrücken (de)
- 1982 : Der Andro-Jäger
- 1982 : Rendez-vous à Paris : Marianne
- 1983 : Ein friedliches Paar
- 1985 : Ein Mann macht klar Schiff
- 1985 : Gesucht : Urlaubsbekanntschaften, männlich

## Récompenses et distinctions
- 1987 : Deutscher Filmpreis du meilleur réalisateur pour Francesca
- (en) Vérénice Rudolph: Awards, sur l'Internet Movie Database